# باتريشيا تومسون
باتريشيا تومسون (26 نوفمبر 1937 - ) (بالإنجليزية: Patricia Thomson)‏ هي لاعبة كريكت أسترالية. شاركت مع منتخب أستراليا الوطني للكريكت.

## وصلات خارجية
- باتريشيا تومسون على موقع إي آس بي آن كريك إنفو (الإنجليزية)